# Liste der Staatsoberhäupter 182
Übersicht
◄◄ | ◄ | 178 | 179 | 180 | 181 | Liste der Staatsoberhäupter 182 | 183 | 184 | 185 | 186 | ► | ►►

Weitere Ereignisse

## Afrika
- Aksumitisches Reich
  - König: s. Aksumitisches Reich

- Römisches Reich
  - Provincia Romana Aegyptus
    - Präfekt: Decimus Veturius Macrinus (181–183)

## Asien
- Armenien
  - König: Vologaeses II. (ca. 180–ca. 190)

- Charakene
  - König: Attambelos VIII. (ca. 180–ca. 195)

- China
  - Kaiser: Han Lingdi (168–189)

- Iberien (Kartlien)
  - König: Parsmen II. (135–185)

- Indien
  - Shatavahana
    - König: Sri Yajna Sātakarni III. (170–199)

- Japan (Legendäre Kaiser)
  - Kaiser: Seimu (131–191)

- Korea
  - Baekje
    - König: Chogo (166–214)

  - Gaya
    - König: Suro (42–199?)

  - Goguryeo
    - König: Gogukcheon (179–197)

  - Silla
    - König: Adalla (154–184)

- Kuschana
  - König: Huvischka (140–183)

- Osrhoene
  - König: Abgar VIII. (167–212)

- Partherreich
  - Schah (Großkönig): Vologaeses IV. (147/148–191/192)

- Römisches Reich
  - Provincia Romana Asia
    - Prokonsul: Titus Flavius Sulpicianus (180–192)

## Europa
- Bosporanisches Reich
  - König: Sauromates II. (174/175–210/211)

- Römisches Reich
  - Kaiser: Commodus (180–192)
    - Konsul: Marcus Petronius Sura Mamertinus (182)
    - Konsul: Quintus Tineius Rufus (182)
    - Suffektkonsul: Aurelianus (182)
    - Suffektkonsul: Lucius Attidius Cornelianus (182)

  - Provincia Romana Britannia
    - Legat: Caerellius Priscus (ca. 177–182)
    - Legat: Ulpius Marcellus (ca. 182–185)